# Hablemos de sexo
Hablemos de sexo va ser un programa de televisió, dirigit per Narciso Ibáñez Serrador i presentat per la sexòloga Elena Ochoa. El va emetre la primera cadena de TVE el 1990.

## Format
Com indica el seu títol es va tractar d'un espai en el qual, per primera vegada en Espanya, en la pantalla petita s'abordaven obertament i des d'un punt de vista científic tots els temes relacionats amb la sexualitat humana. La filosofia de l'espai es resumeixen en les paraules del seu director: «Només aspirem al fet que el sexe deixi de ser un tema tabú per als espanyols. No volem que ningú es molesti pel que es digui o es vegi, i potser desil·lusiona per ser massa light».
A l'Argentina va haver-hi una versió local, emesa en 1992 per ATC i presentada per Rolando Hanglin.

## Premis
- Premi Ondas de Televisió.